# بيرند شميت
بيرند شميت (بالألمانية: Bernd Schmidt)‏ (1 ديسمبر 1943 - يونيو 2024) هو لاعب كرة قدم ألماني في مركز الدفاع. لعب مع إف إس في فرانكفورت وفيردر بريمن ونادي هسن كاسل.

## وصلات خارجية
- بيرند شميت على موقع قاعدة بيانات كرة القدم.إي يو (الإنجليزية)
- بيرند شميت على موقع بيانات كرة القدم. دي إي (الألمانية)
- بيرند شميت على موقع عالم كرة القدم.نت (الإنجليزية)